# جی. جی‌للتا
جَیَلَلِتا جَی‌رام (به انگلیسی: Jayalalithaa Jayaram);  (۲۴ فوریه ۱۹۴۸ – ۵ دسامبر ۲۰۱۶) بازیگر و سیاستمدار هندی که در پنج دوره به عنوان سروزیر ایالت جنوبی تامیل نادو در هند برای بیش از چهارده سال بین سال‌های ۱۹۹۱ و ۲۰۱۶ خدمت کرده‌است. از سال ۱۹۸۹ او دبیرکل حزب فدراسیون پیشرفت تمام هندیان دراویدی (AIADMK) گردید، حزب دراویدی که که کادر حزب به احترامش، او را به عنوان مادر(Amma) و رهبر انقلابی از میان دیگر عناوین افتخارآمیز لقب دادند. او به عنوان رهبر حزب «ای‌آی‌ای‌دی‌ام‌کی» (AIADMK) چهار بار سروزیر ایالت تامیل نادو شد. او پیش از وارد شدن به دنیای سیاست از ستاره‌های سینمای جنوب هند بود.
او در فیلم‌های پسر خدایی، عزت، مادر ولانکانی، زن برده و یک مرد در هزار نفر بازی کرده‌است.

## زندگی
جی‌للتا در دوران مدرسه دانش آموز موفقی بود و پس از تحصیلاتش در رشته موسیقی و رقص به هنرپیشگی روی آورد. در مدت ۳۰ سال بازیگری، او را به عنوان یکی از بهترین بازیگران سینمای جنوب هند می‌شناسند؛ وی در این مدت در بیش از ۱۴۰ فیلم نقش‌آفرینی کرد. او در سال ۱۹۹۸ به عضویت مجلس ایالتی تامیل نادو درآمد و اولین رهبر حزب و اولین رهبر زن یک حزب عمده مخالف شد و یکسال بعد سروزیر این ایالت شد.
جی‌للتا مدتی هم به اتهام فساد در زندان بود. او در سال ۲۰۱۴ به اتهام سوءاستفاده از مقامش برای ثروت‌اندوزی مجرم شناخته و به ۴ سال زندان محکوم شد. وی اولین سروزیری بود که بدین طریق از قدرت کنار رفت. اما حکم صادر شده علیه وی هشت ماه بعد در ماه مه سال ۲۰۱۵ نقض شد. او از زندان آزاد و در مقام خود ابقا شد.
در انتخابات سال ۲۰۱۶ با رای چشمگیری در کرسی حوزه انتخاباتی خود پیروز و بار دیگر سروزیر ایالت شد. جی‌للتا جی‌رام، از محبوبیت زیادی در منطقه تامیل‌نادو برخوردار بود. نام او بر برخی از اقلام دارویی و تجاری نیز گذاشته شد، مانند «بطری آب آما»، «نمک آما»، «داروخانه‌های آما» و «سیمان آما» که از یارانه دولتی برخوردار بود.
موضع‌گیری‌های سیاسی‌اش با توجه به محبوبیتش در این ایالت از او چهره‌ای جنجالی ساخته بود. هواداران او می‌گویند که جی‌للتا
نقش محوری در پیشرفت اقتصادی ایالت تامیل نادو داشت. اما منتقدانش معتقدند که او کیش شخصیت داشت و در زمان قدرتش باعث ترویج فساد شد.

## درگذشت
وضعیت جسمانی خانم جی‌للتا جی‌رام، در اواخر عمر خوب نبود. جی‌للتا ۵ دسامبر ۲۰۱۶ در سن ۶۸ سالگی درگذشت. در مراسم تدفین او ده‌ها هزار نفر شرکت کردند. او در منطقه ساحلی «مارینا» در چنای (مدرس) به خاک سپرده شد. بسیاری از مردم در هند، به ویژه در تامیل نادو، به مناسب ادای احترام به او موهای سر خود را تراشیده‌اند. تراشیدن موی سر در میان هندوها برای نشان دادن احترام به نزدیکان متوفی است.

## یادداشت
1. ↑  In 2001, Jayalalitha appended an additional letter a to her name for numerological reasons.[۱][۲]